# Ellen Thomas
Ellen Thomas (Freetown, 3 febbraio 1964) è un'attrice sierraleonese con cittadinanza britannica, conosciuta principalmente per i ruoli di Liz Webbe nella sitcom di Channel 4 Teachers e di Claudette Hubbard nella soap opera BBC EastEnders.

## Biografia
Nata e cresciuta in Sierra Leone, ha due sorelle minori, Emma e Cecilia; da adolescente, si è trasferita a Londra, nel quartiere di Streatham, dopo aver decido di diventare un'attrice. Dopo essere comparsa come guest star in numerose serie televisive per varie emittenti, ha ottenuto il ruolo di Liz Webbe in Teachers, interpretato il personaggio in tutte e quattro le stagioni della serie, dal 2001 al 2004. In seguito è stata parte del cast principale della serie radiofonica di BBC Radio 4 Clare in the Community e delle sitcom BBC Coming of Age e Rev., ruolo che le è valso la nomination come miglior performance televisiva comica al Black International Film Festival e al Music Video & Screen Awards. Nel 2010 è inoltre comparsa in Come Fly with Me nel ruolo minore della signora Mbutu.
Thomas ha interpretato numerosi personaggi nella soap opera EastEnders nel corso della sua trasmissione: Pearl Chadwick nel 1990, Estella Hulton nel 2002, Grace Olubunmi dal 2010 al 2011 e Claudette Hubbard dal 2015 al 2016, ruolo per la quale è particolarmente ricordata e ha ricevuto una nomination del pubblico come "cattiva dell'anno". Dal 2018 al 2019 è apparsa nel medical drama Casualty nel ruolo ricorrente di Omo Masters, mentre l'anno seguente è apparsa in un episodio di Delitti in Paradiso. Nel 2023 è apparsa in The Madame Blanc Mysteries e nel 2024 ha fatto da guest star in due episodi di Testimoni silenziosi.
Dal 2021 al 2024 ha inoltre dato voce al personaggio di Ambessa Medarda nella serie animata Arcane, doppiandola successivamente anche nel MOBA League of Legends.

## Filmografia

### Attrice

#### Cinema
- Home Away from Home, regia di Maureen Blackwood - cortometraggio (1994)
- Distinction, regia di Avril E. Russell - cortometraggio (1995)
- The Secret Laughter of Women, regia di Peter Schwabach (1999)
- South West 9, regia di Richard Parry - cortometraggio (2001)
- Basic Instinct 2, regia di Michael Caton-Jones (2006)
- Complicità e sospetti (Breaking and Entering), regia di Anthony Minghella (2006)
- One of Us?, regia di Clint Dyer - cortometraggio (2007)
- Clubbed, regia di Neil Thompson (2008)
- Johnny English - La rinascita (Johnny English Reborn), regia di Oliver Parker (2011)
- Ashes, regia di Mat Whitecross (2012)
- White Christmas, regia di Stella Ramsden - cortometraggio (2013)
- Colpo d'amore (The Love Punch), regia di Joel Hopkins (2013)
- It's a Lot, regia di Darwood Grace e Femi Oyeniran (2013)
- 5 Minutes, regia di David Innes Edwards - cortometraggio (2015)
- Golden Years, regia di John Miller (2016)
- Once an Old Lady Sat On My Chest, regia di Candice Onyeama - cortometraggio (2018)
- Brain in Gear, regia di Fergal Costello e Gbemisola Ikumelo - cortometraggio (2019)
- A Birthday Party, regia di Victoria Adeola Thomas - cortometraggio (2022)
- La signora Harris va a Parigi (Mrs. Harris Goes to Paris), regia di Anthony Fabian (2022)
- Say Nothing, regia di D'Marie Dowe - cortometraggio (2022)
- The Pay Day, regia di Sam Bradford - cortometraggio (2022)
- Such A Lovely Day, regia di Simon Woods - cortometraggio (2023)

#### Televisione
- Sunday Night Thriller - serie TV, episodio 1x02 (1981)
- O.T.T. - serie TV, 12 episodi (1982)
- Saturday Stayback - serie TV, 3 episodi (1983)
- Don't Wait Up - serie TV, episodio 1x05 (1983)
- Shroud for a Nightingale - miniserie TV, 3 episodi (1984)
- Ispettore Maggie (The Gentle Touch) - serie TV, episodio 5x04 (1980)
- The Lenny Henry Show - serie TV, 11 episodi (1987-1988)
- French and Saunders - serie TV, episodio 2x07 (1988)
- CBS Summer Playhouse - serie TV, episodio 3x10 (1989)
- Blood Rights - serie TV, episodio 1x01 (1990)
- EastEnders - soap opera, 136 puntate (1990-2016)
- Screen Two - serie TV, episodio 7x02 (1991)
- Grange Hill - serie TV, episodio 14x14 (1991)
- Casualty - serie TV, 11 episodi (1992-2019)
- Screenplay - serie TV, episodio 8x05 (1993)
- Cardiac Arrest - serie TV, 14 episodi (1994-1997)
- Metropolitan Police (The Bill) - serie TV, 5 episodi (1994-2002)
- Ruth Rendell Mysteries - serie TV, 3 episodi (1996)
- Beck - serie TV, 2 episodi (1996)
- London Bridge - serie TV, 3 episodi (1996-1999)
- Kavanagh QC - serie TV, episodio 3x01 (1997)
- Holding On - serie TV, 8 episodi (1997)
- Ultraviolet - miniserie TV, episodio 1x05 (1998)
- In Defence - serie TV, 2 episodi (2000)
- Never Never - miniserie TV, 2 episodi (2000)
- Where There's Smoke, regia di Richard Signy - film TV (2000)
- Buried Treasure, regia di Adrian Shergold - film TV (2001)
- Teachers - serie TV, 39 episodi (2001-2004)
- Doctors - soap opera, 4 episodi (2002-2019)
- The Jury - serie TV, 6 episodi (2002)
- Holby City - serie TV, episodio 4x38 (2002)
- Jeffrey Archer: The Truth, regia di Guy Jenkin - film TV (2002)
- Lenny Henry in Pieces - serie TV, episodio 2x02 (2003)
- Strange - serie TV, episodio 1x02 (2003)
- William and Mary - serie TV, episodio 3x02 (2005)
- Doctor Who - serie TV, 2 episodi (2006-2009)
- Little Miss Jocelyn - serie TV, 2 episodi (2006)
- Trial & Retribution - serie TV, 2 episodi (2006-2007)
- Losing It, regia di Ben Bolt - film TV (2006)
- The Marchioness Disaster, regia di Ken Horn - film TV (2007)
- Outnumbered - serie TV, episodio 1x04 (2007)
- Coming of Age - serie TV, 19 episodi (2008-2011)
- New Tricks - Nuove tracce per vecchie volpi (New Tricks) - serie TV, episodio 5x08 (2008)
- Off the Hook - serie TV, episodio 1x01 (2009)
- Moses Jones - serie TV, 2 episodi (2009)
- Rev. - serie TV, 18 episodi (2010-2014)
- Coming Up - serie TV, episodio 8x03 (2010)
- Come Fly with Me - serie TV, episodio 1x02 (2011)
- Man Down - serie TV, episodio 1x02 (2013)
- Law & Order: UK - serie TV, episodio 8x03 (2014)
- Critical - serie TV, episodio 1x01 (2015)
- Humans - serie TV, 2 episodi (2015)
- Mount Pleasant - serie TV, 18 episodi (2015-2017)
- New Blood - serie TV, episodio 1x01 (2016)
- The Coopers vs the Rest - serie TV, episodio 1x01 (2016)
- In the Long Run - serie TV, 13 episodi (2017-2020)
- L'ispettore Barnaby (Midsomer Murders) - serie TV, episodio 20x03 (2018)
- The Queen and I, regia di Dan Zeff - film TV (2018)
- Dark Money - serie TV, 4 episodi (2019)
- Cinderella: After Ever After, regia di Elliot Hegarty - cortometraggio (2019)
- Delitti in Paradiso (Death in Paradise) - serie TV, episodio 9x07 (2020)
- Maxxx - serie TV, episodio 1x01 (2020)
- Murder, They Hope - serie TV, episodio 2x02 (2022)
- The Madame Blanc Mysteries - serie TV, episodio 3x05 (2023)
- Testimoni silenziosi (Silent Witness) - serie TV, 2 episodi (2024)
- The Cleaner - serie TV, episodio 3x03 (2024)

### Doppiatrice
- The Sandman - podcast, 21 episodi (2020-2021)
- Arcane - serie TV, 4 episodi (2021-2024)
- League of Legends - videogioco (2024)
- Moominvalley - serie TV, episodio 4x11 (2024)